# Ulochora
Ulochora là một chi bướm đêm thuộc họ Cosmopterigidae.